# エチレンイミン
| エチレンイミン                                      | エチレンイミン       |
| --------------------------------------------------- | -------------------- |
| エチレンイミンの構造式 · エチレンイミンの分子モデル |                      |
| IUPAC名                                             | アジリジン（系統名） |
| 別名                                                | アザシクロプロパン   |
| 分子式                                              | C2H5N                |
| 分子量                                              | 43.07                |
| CAS登録番号                                         | 151-56-4             |
| 形状                                                | 無色液体             |
| 密度と相                                            | 0.83 g/cm3,          |
| 融点                                                | -71 °C               |
| 沸点                                                | 55 °C                |
| SMILES                                              | N1CC1                |

エチレンイミン (ethyleneimine) とは含窒素有機化合物の一種で、炭素2個と窒素1個からなる三員環構造を持つ脂肪族アミン。エチレンイミンの構造を持つ一連の化合物群をアジリジン、アジリジン類と呼ぶが、その母化合物にあたる。アジリジンはエチレンイミンのIUPAC系統名でもある。アンモニア臭を示す無色の液体。

## 製造
エタノールアミンと硫酸から硫酸エステルを作り、塩基と作用させて分子内環化生成物であるエチレンイミンを得る。
H2NCH2CH2OH + H2SO4 → H2NCH2CH2OSO3H → ethyleneimine

## 反応
三員環の立体的ひずみのために反応性は高い。求核剤を作用させると容易に開環し、アミノエチル化した生成物を与える。
Nu + ethyleneimine → Nu-CH2CH2NH2　（Nu は求核剤）

## 用途
合成中間体や、エポキシ樹脂の硬化剤として利用される。

## 安全性
労働安全衛生法の特定第2類物質に指定されている。
強い皮膚および眼、気管支への刺激性・腐食性に加え、いわゆる直接発がん物質として遺伝子障害作用を有しており、取り扱いには細心の注意を要する。